# Bubba Gump Shrimp Company
La Bubba Gump Shrimp Company Restaurant and Market è una catena statunitense di ristoranti specializzati in pesce e frutti di mare, ispirata al film Forrest Gump.

## L'azienda nella finzione cinematografica
Nel film Forrest Gump, diretto da Robert Zemeckis nel 1994, la Bubba Gump Shrimp Company nasce da un'idea di Benjamin Beauford "Bubba" Blue (Mykelti Williamson) e Forrest Gump (Tom Hanks) durante la loro partecipazione alla campagna militare in Vietnam. Bubba, che viene da una famiglia di cuoche specializzate in gamberi, desidera entrare nel mondo della pesca di crostacei e propone ciò a Forrest, il quale è d'accordo e promette che dopo il termine del loro servizio nell'esercito sarebbe diventato suo socio d'affari.
Bubba purtroppo muore durante la guerra, lasciando Forrest unico socio di questa loro ipotetica società. Forrest successivamente finisce a giocare nella squadra nazionale di ping pong, riuscendo a guadagnare circa $25,000 ($24,562.67 dopo alcune spese personali), somma che utilizza per l'acquisto di un peschereccio per gamberi, battezzato "Jenny" in onore della ragazza amata da Forrest, con base nel porto di Bayou La Batre, in Alabama.
Il tenente Dan Taylor, comandante del plotone di Bubba e Forrest, inizialmente prende in giro Gump sulla sua possibilità di diventare il comandante di una nave e gli promette ironicamente che, se così fosse, diventerà lui stesso il suo primo ufficiale. Quando viene a sapere dell'acquisto della nave da parte di Forrest, Taylor mantiene la promessa, andando a trovarlo e diventandone davvero il primo ufficiale (sebbene sia lui a impartire la maggior parte degli ordini). Successivamente a un periodo di pesca scarsa, un uragano arriva nel porto di Bayou La Batre e distrugge tutte le imbarcazioni per gamberi della zona ad eccezione della Jenny. Grazie a questo, per un po', Forrest è l'unico pescatore di gamberi operativo in zona, riuscendo così a pescare enormi quantità di gamberi e a guadagnare molti soldi, che gli permettono di fondare l'azienda.
La Bubba Gump Shrimp Company in seguito ottiene i favori di un periodico economico, mostrando in copertina Forrest e il tenente Dan. Dopo aver appreso che sua madre si è ammalata di cancro, Forrest lascia l'azienda nelle mani di Taylor, che investe parte dei loro profitti in titoli tecnologici di quella che definisce "un'azienda di frutta", ma che in realtà è la Apple. Grazie a questi oculati investimenti, Forrest e Taylor diventano velocemente miliardari, tuttavia Forrest, capendo di non essere particolarmente attaccato al denaro, dona parte dei proventi ad una chiesa locale e ad un ospedale che porta il suo nome (Gump Medical Center) e dà alla famiglia di Bubba quelle che sarebbero state le sue quote nella società.

## L'azienda reale

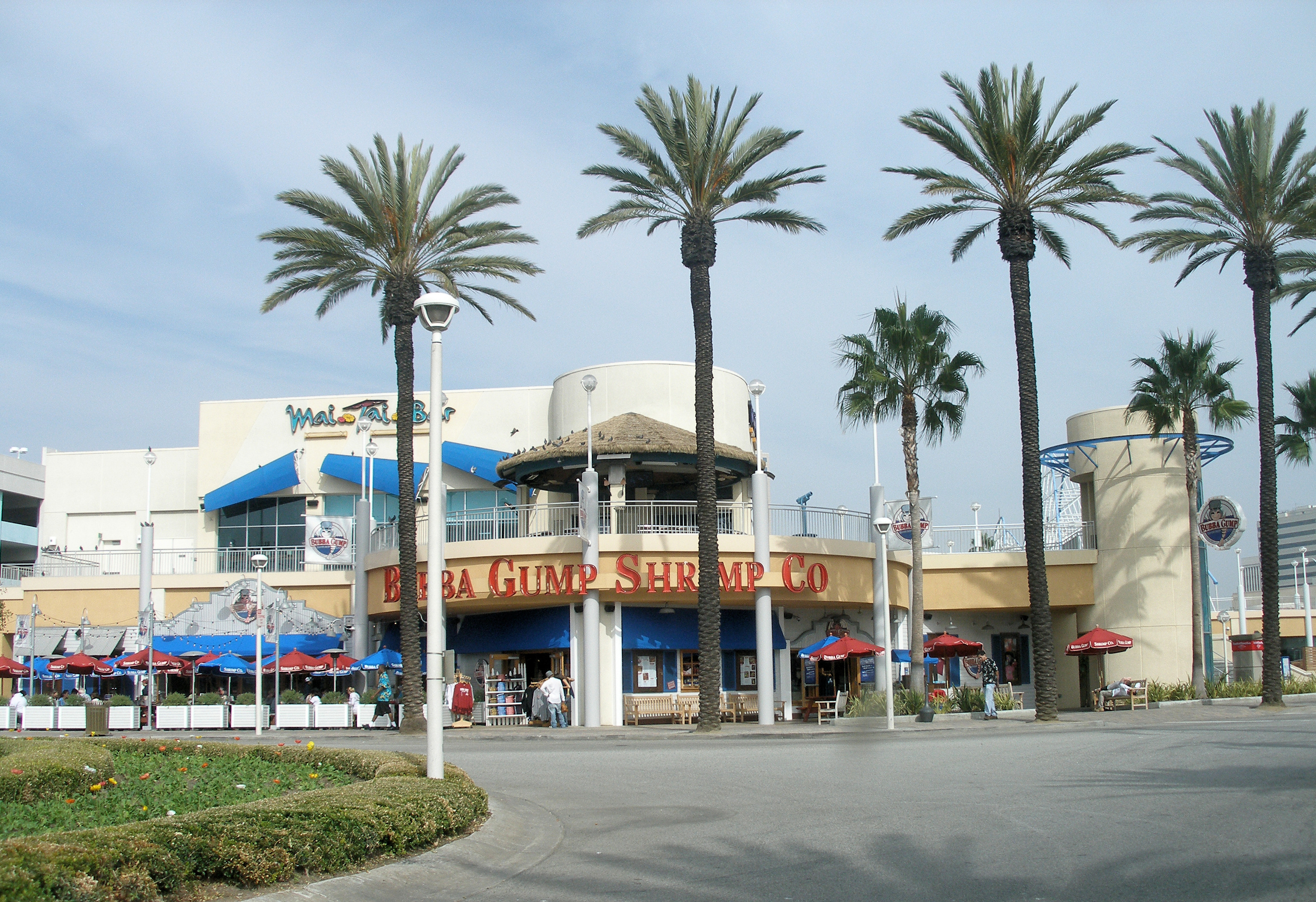
The Bubba Gump Shrimp Co. a Long Beach (California).

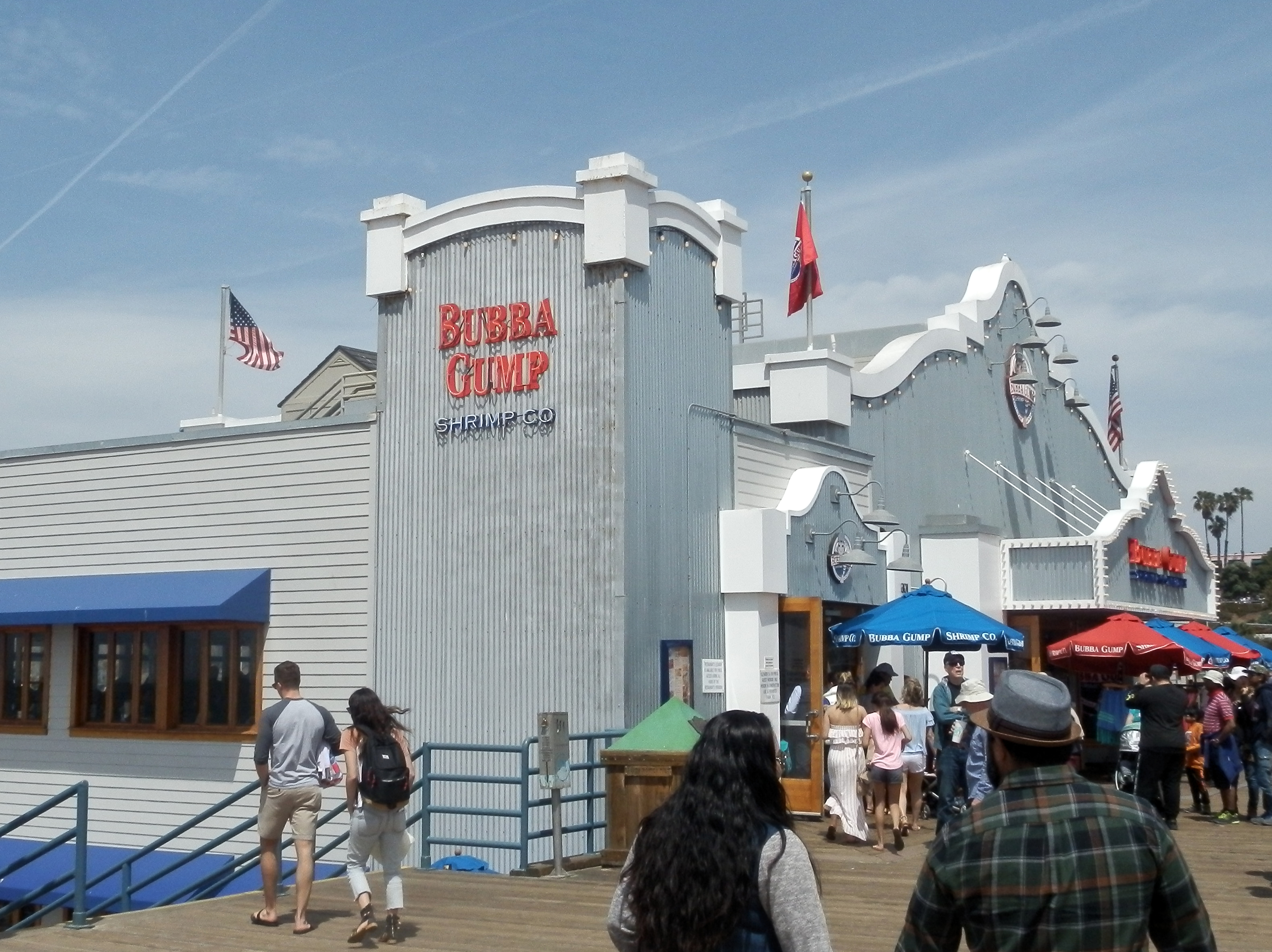
The Bubba Gump Shrimp Co. a Santa Monica (California).

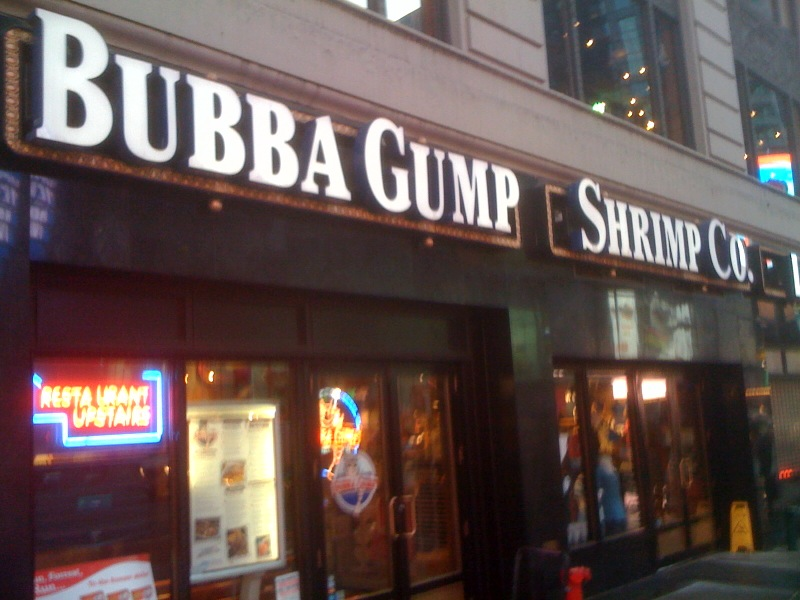
Il ristorante Bubba Gump Shrimp Co. a Times Square, New York.

### Storia
Nel 1995, Viacom Consumer Products, la divisione proprietaria dei diritti del film di Viacom (a sua volta proprietaria della Paramount Pictures produttrice del film) e della catena di ristoranti Rusty Pelican, interpellò l'amministratore delegato della Rusty Pelican, Scott Barnet, al riguardo dell'idea di creare una catena destinata al target familiare sullo stile dei ristoranti di gamberi introdotto dal film Forrest Gump. Dopo poco, la società Bubba Gump Shrimp Company Inc. fu creata come una nuova catena di ristoranti in cooperazione con Paramount Pictures.
Il primo ristorante Bubba Gump aprì nel 1996 a Monterey (California). I ristoranti Bubba Gump prendono il nome dai protagonisti del film Benjamin Buford "Bubba" Blue e Forrest Gump. Nel film, Bubba suggerisce il business di pesca dei gamberi a Forrest, idea che lui decide di cogliere successivamente alla morte di Bubba durante la Guerra del Vietnam.
La società Bubba Gump Shrimp Co. di San Clemente e la Bubba Gump Shrimp Co. International LLC operano direttamente o in franchising nella gestione dei ristoranti così come con marchi come "Capi's Italian Kitchen", "Mai Tai Bar", ed un ultimo punto della catena Rusty Pelican a Newport Beach. Le altre location Rusty Pelican furono cedute alla Landry Seafood Restaurants. Sebbene la catena di ristoranti della finzione cinematografica fosse basata in Alabama, la reale società ironicamente non possiede neppure un punto vendita in questo Stato.

## Diffusione
Attualmente 43 ristoranti Bubba Gump risultano essere operativi in tutto il mondo. Ventinove di queste location sono negli Stati Uniti, quattro sono localizzati in Messico, tre sono in Giappone, tre sono in Malaysia, e un ristorante rispettivamente a Londra, nelle Filippine, Indonesia e Hong Kong.

## Menù
Il menù consiste principalmente in pietanze a base di gamberi, ma anche altri frutti di mare, così come prodotti del sud degli Stati Uniti (il personaggio di Forrest proveniva dall'Alabama).